# 多布丘尔市镇
多布丘尔市镇（俄语：Добчурское муниципальное образование）是俄罗斯联邦伊尔库茨克州布拉茨克区所属的一个市镇。其下辖有2个居民点，行政中心为多布丘尔。据2016年统计，该市镇的人口为948人。